# Livenet
Livenet ist ein evangelikaler Mediendienstleister in der Schweiz.
Organisiert als Verein, wurde Livenet von evangelikalen Christen in der deutschsprachigen Schweiz gegründet. Livenet betreibt insbesondere die Webportale livenet.ch, das Informationen für engagierte Christen bereitstellt, und jesus.ch, das Mission und Evangelisation betreibt. Die Inhalte richten sich an junge, kirchlich nicht gebundene Menschen. Ausserdem bietet Livenet Lebensberatung an.
Der Verein wurde von Christen aus Freikirchen und Landeskirchen gegründet, gehört aber zu keiner bestimmten Kirche.
Das Jahresbudget liegt nach eigenen Angaben bei 1,5 Millionen Franken
, finanziert durch Spenden, unter anderem von 30 Kirchgemeinden.
Livenet ist Mitglied in der Schweizerischen Evangelischen Allianz (Kategorie Werke). der Vorstand des Vereins Livenet besteht aus Daniel Suter, Hanspeter Schmutz, Markus Schibler und dem Geschäftsführer Beat Baumann.

## Arbeitsbereiche
Der Verein betreibt Webportale, bietet Beratung an und ist Schweizer Träger der Aktion Every Home for Christ.

### livenet.ch
Seit Oktober 2000 erscheinen hier Berichte und Informationen aus In- und Ausland, die sich an engagierte Christen richten. Zum Beispiel Artikel
zum Minarettstreit, über Prominente, die sich zum christlichen Glauben bekennen, über verfolgte Christen und über Paarforschung an der Universität Zürich.

### jesus.ch
Dieses Portal wendet sich seit Ostern 2002 «an eine breite Bevölkerungsschicht, welche an Gott interessiert ist, aber gegenüber der Kirche keine grossen Erwartungen mehr hat».
Zum Angebot gehören Artikel über Persönlichkeiten, die Christen sind: etwa Sportler, Aktivistinnen und Politikern.
Gebetsanliegen werden für Regierung und Parlament gesammelt, und politische Präferenzen werden geäussert.

### lebenshilfe-net.ch
Hier wird Beratung angeboten für Menschen in verschiedenen Lebenslagen. Zum einen durch die Seiteninhalte; zum anderen durch Personen, die Leserfragen beantworten. Zusätzlich kann man sich in einem Chat austauschen.
Zu den vielen Themen, die auf den Beratungsseiten behandelt werden, gehört auch übermässiger Fernsehkonsum.
2009 liess Livenet einen Jugend-Sorgenbarometer durch die Fachhochschule Nordwestschweiz erstellen.

## Rezeption und Kritik
Laut dem Schweizer Diakon Matthias Loretan erzielt Livenet «[a]ls minoritäre Gruppierung [...] erstaunliche Beachtungswerte gerade bei kirchenskeptischen Zeitgenossen».
Der Schweizer Freidenker Valentin Abgottspon beanstandete im Dezember 2015 eine Ausschreibung für eine Zivildienststelle bei Livenet: eine solche öffentlich finanzierte Stelle dürfe nicht für religiöse Zwecke eingesetzt werden.
Livenet räumte einen Formulierungsfehler ein: Es gebe zwei Vereine – Livenet und Livenet International –, wobei der eine religiöse Zwecke verfolge, der andere gemeinnützige Zwecke (Lebenshilfe). In Wirklichkeit sei die Zivildienststelle für den gemeinnützigen Verein bestimmt.
Humanisten berichteten, dass livenet.ch am 4. Dezember 2015 an prominenter Stelle einen Bibelvers zeigte, in dem der Psalmist sich nach der Ausrottung Gottloser (Ps 37,34 ) sehnt.